# Harmony Tanová
Harmony Tanová (nepřechýleně Tan ,* 11. září 1997 Paříž), je francouzská profesionální tenistka čínského a kambodžského původu. Ve své dosavadní kariéře na okruhu WTA Tour nevyhrála žádný turnaj. V rámci okruhu ITF získala devět titulů ve dvouhře a jeden ve čtyřhře.
Na žebříčku WTA byla ve dvouhře nejvýše klasifikována v dubnu 2022 na 90. místě a ve čtyřhře v září 2020 na 302. místě. Trénuje ji bývalá tenistka Nathalie Tauziatová.

## Tenisová kariéra
V rámci hlavních soutěží událostí okruhu ITF debutovala v březnu 2012, když na turnaji ve francouzském Gonesse, s rozpočtem 10 tisíc dolarů, postoupila z kvalifikace. V úvodním kole dvouhry podlehla krajance Marine Partaudové. Premiérový titul v této úrovni tenisu vybojovala během března 2015 na alžírské události dotované 10 tisíc dolary. Ve finále přehrála druhou nasazenou Francouzku Amandine Cazeauxové ze sedmé světové stovky.
Debut v hlavní soutěži nejvyšší grandslamové kategorie zaznamenala v ženském deblu French Open 2017, kam obdržela s krajankou Audrey Albiéovou divokou kartu. V prvním kole však nestačily na francouzsko-belgickou dvojici Pauline Parmentierová a Yanina Wickmayerová. Dvouhru si premiérově zahrála na US Open 2018, kde opět získala divokou kartu. Zároveň se jednalo o její singlový debut na okruhu WTA Tour. Cestu newyorskou dvouhrou rychle ukončila kanadská kvalifikantka Eugenie Bouchardová, jíž patřila 137. příčka žebříčku.
Mimo grandslam si dvouhru premiérově zahrála na antukovém Internationaux de Strasbourg 2019. Po nezvládnutých tiebreacích v obou setech odešla poražena od Číňanky Čeng Saj-saj. Do semifinále na túře WTA poprvé postoupila na dubnovém Copa Colsanitas 2021 v Bogotě, kde musela hrát kvalifikaci. Ve čtvrtfinále zvládla duel se Španělkou Larou Arruabarrenovou, ale poté ji zdolala 18letá Kolumbijka Camila Osoriová, figurující na 180. místě žebříčku. První zápas na majorech vyhrála na antukovém French Open 2021, kde vyřadila 31letou krajanku a 65. ženu klasifikace Alizé Cornetovou. Poté ji zastavila světová jedenadvacítka Markéta Vondroušová.
V úvodním kole Wimbledonu 2022 vyřadila jako 115. hráčka žebříčku Serenu Williamsovou, vracející se na okruh po roční neaktivitě, až v nově zavedeném supertiebreaku. Zápas trvající 3 hodiny a 11 minut byl nejdelším v prvních dvou kolech ročníku. Následně prošla do osmifinále přes turnajovou dvaatřicítku Saru Sorribesovou Tormovou a Britku Katie Boulterovou, než ji zastavila dvacátá nasazená Američanka Amanda Anisimovová.

## Tituly na okruhu ITF
| Dotace turnajů okruhu ITF |
| ------------------------- |
| W60 tournaments           |
| W40 tournaments           |
| W25 tournaments           |
| W10/15 tournaments        |

| Č. | datum       | turnaj                         | povrch    | poražená finalistka       | výsledek         |
| -- | ----------- | ------------------------------ | --------- | ------------------------- | ---------------- |
| 1. | září 2015   | Alžír, Alžírsko                | antuka    | Amandine Cazeauxová       | 7–5, 7–5         |
| 2. | srpen 2016  | Medellín, Kolumbie             | antuka    | Fernanda Britová          | 6–2, 7–5         |
| 3. | říjen 2016  | Melilla, Španělsko             | antuka    | María José Luque Morenová | 7–6(4), 6–4      |
| 4. | březen 2017 | Óbidos, Portugalsko            | koberec   | María José Luque Morenová | 6–3, 6–7(5), 6–3 |
| 5. | březen 2018 | Campinas, Brazílie             | antuka    | Alice Raméová             | 6–2, 6–0         |
| 6. | říjen 2018  | Cherbourg-en-Cotentin, Francie | tvrdý (h) | Loudmilla Bencheikhová    | 7–6(7–5), 6–3    |
| 7. | leden 2021  | Andrézieux-Bouthéon, Francie   | tvrdý (h) | Jaqueline Cristianová     | 3–6, 6–2, 6–1    |
| 8. | říjen 2021  | Loulé, Portugalsko             | tvrdý     | Ellen Perezová            | 6–4, 6–4         |
| 9. | říjen 2023  | Faro, Portugalsko              | tvrdý     | Manon Léonardová          | 6–0, 6–2         |

| Č. | datum      | turnaj            | povrch    | spoluhráčka       | poražené finalistky                     | výsledek |
| -- | ---------- | ----------------- | --------- | ----------------- | --------------------------------------- | -------- |
| 1. | říjen 2019 | Poitiers, Francie | tvrdý (h) | Amandine Hesseová | Tayisiya Mordergerová Yana Mordergerová | 6–4, 6–2 |